# Анновка (Деражненская сельская община)
Анновка (укр. Ганнівка) — село в Деражненской сельской общине Ровненского района Ровненской области Украины.
Население по переписи 2001 года составляло 113 человек. Почтовый индекс — 35050. Телефонный код — 3657. Код КОАТУУ — 5623487402.

## История
В 1946 г. Указом Президиума ВС УССР хутор Анеловка переименован в Анновку.
До 2020 года входило в Костопольский район.